# Декакарбонилдивольфрамат натрия
Декакарбонилдивольфрамат натрия — неорганическое соединение, карбонильный комплекс вольфрама и натрия с формулой Na2[W2(CO)10], жёлтые кристаллы, растворяется в воде, самовоспламеняется на воздухе.

## Получение
- Реакция суспензии натрия в тетрагидрофуране и гексакарбонил вольфрама в присутствии 2,2'-дипиридила:

{\displaystyle {\mathsf {2Na+2W(CO)_{6}\ {\xrightarrow {}}\ Na_{2}[W_{2}(CO)_{10}]+2CO\uparrow }}}

## Физические свойства
Декакарбонилдивольфрамат натрия образует жёлтые кристаллы, чрезвычайно неустойчивые на воздухе (пирофорность).
Растворяется в воде, тетрагидрофуране, пиридине, ацетоне, ацетонитриле, не растворяется в диоксане, эфире.